# Sister Hazel
I Sister Hazel sono un gruppo alternative rock  di Gainesville, Florida, USA esistente dal 1993.
Lo stile fonde anche elementi di folk rock, pop, classic rock 'n' roll e southern rock. La loro musica è caratterizzata da melodie molto melodiche e testi in genere ottimisti.

## Discografia
Album in studio
- 1994 - Sister Hazel
- 1997 - ...Somewhere More Familiar
- 2000 - Fortress
- 2002 - Chasing Daylight
- 2004 - Lift
- 2006 - Absolutely
- 2007 - Bam
- 2009 - Release
- 2010 - Heartland Highway
- 2016 - Lighter in the Dark
- 2020 - Elements

## Formazione
- Ken Block - voce, chitarra acustica
- Jett Beres - basso, voce
- Andrew Copeland - chitarra elettrica, voce
- Ryan Newell - chitarra slide, voce
- Mark Trojanowsk - batteria